# Hydropsalis maculicaudus
El chotacabras colipinto (Hydropsalis maculicaudus) es una especie de ave caprimulgiforme perteneciente al género Hydropsalis que integra la familia Caprimulgidae. Vive en Centro y Sudamérica.

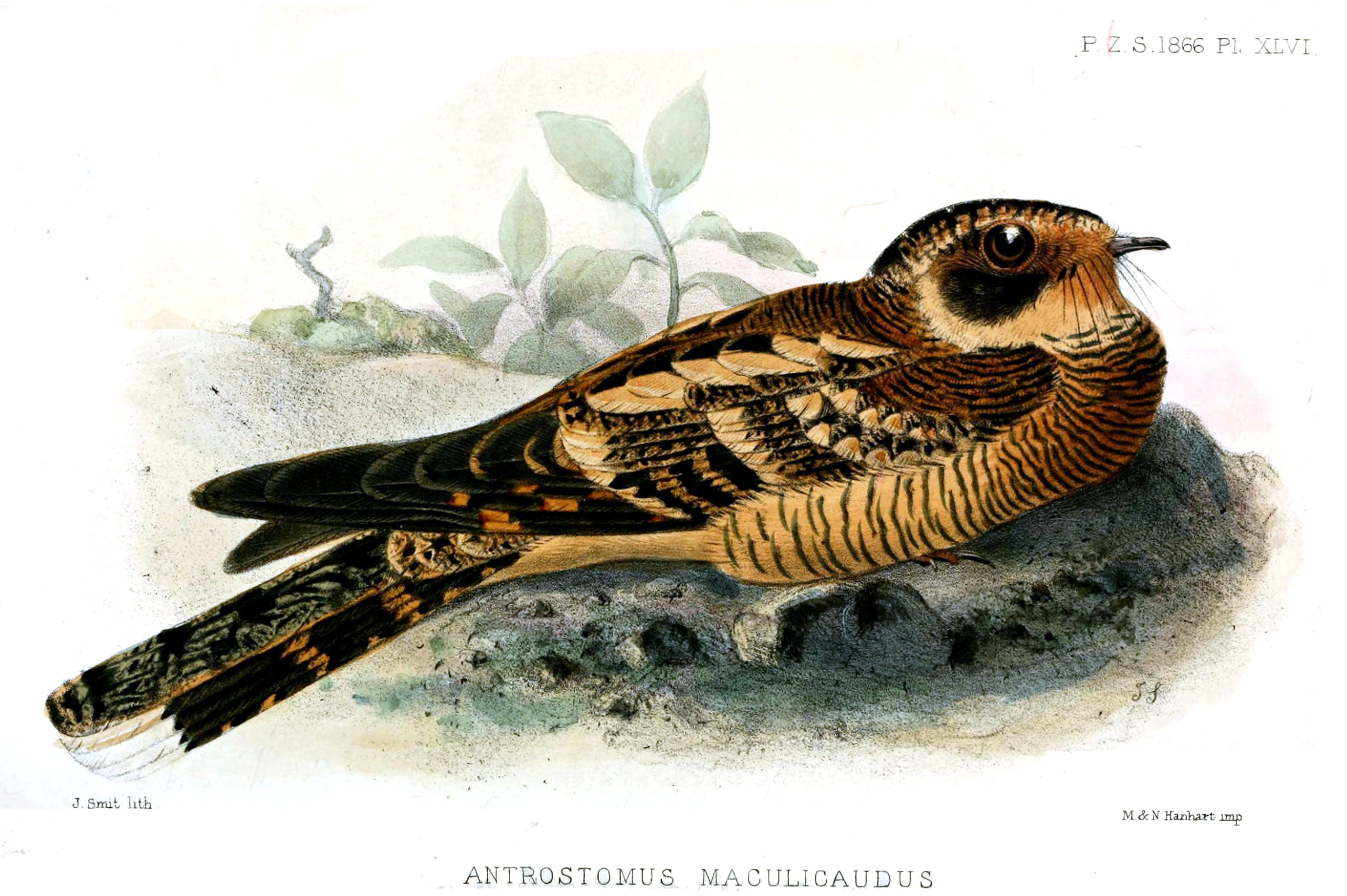
Caprimulgus maculicaudus; ilustración de Joseph Smit en Proceedings of the Zoological Society of London, 1866.

## Nombres populares
También denominado guardacaminos rabimanchado (Colombia), pucuyo colimanchado (Honduras), tapacamino colapinta (México), tapacamino colimanchado (México), pocoyo colimaculado (Nicaragua), atajacaminos cola manchada (Paraguay), aguaitacamino cola pintada (Venezuela) o bacurau-de-rabo-maculado (en portugués, Brasil)

## Descripción
De pequeño porte, mide entre 19,5  y 22  cm. Corona y cara negruzcas, larga lista superciliar y “bigote” blanco anteados, semicollar nucal rufo canela; por arriba pardo oscuro con manchas bien visibles en el ala; garganta pardo claro, pecho oscuro manchado de pardo. Cola corta y cuadrada, barrada de timoneras laterales con banda subapical negruzca y ápice blanco; cola ventral negro pardusca con tres pares de manchas blancas difíciles de ver, a no ser en vuelo cuando son bien características. La hembra tiene la cola totalmente barrada, sin blanco; tampoco tiene blanco en las alas.

## Distribución y hábitat
Se encuentra fragmentadamente desde el sureste de México, Guatemala,Honduras, Nicaragua, Colombia, Venezuela, hasta Guyana, Guayana francesa y Surinam y también discontinuadamente desde el norte y noroeste de Brasil hacia el sur a través del sureste del Perú, norte y centro este de Bolivia, hasta el este de Paraguay, y sureste de Brasil. Presencia de origen incierta en Ecuador.
Se lo considera residente en el centro y norte de América del Sur y como visitante para reproducción en América Central y México.

Sus hábitats naturales son la sabana seca tropical y subtropical y los herbazales estacionalmente inundables.

## Comportamiento
Pasa el día oculto bajo arbustos y entra en actividade al oscurecer.

### Alimentación
Como otras aves de su género se alimenta de insectos voladores que captura en un vuelo corto a partir de una percha a baja altura.

### Reproducción
Anida directamente en el suelo.

### Vocalización
Posado en una percha baja, el macho emite regularmente un “pit-suiit” agudo y penetrante, oído desde lejos.

## Sistemática

### Descripción original
La especie H. maculicaudus fue descrita por primera vez por el ornitólogo estadounidense George Newbold Lawrence en 1862 bajo el nombre científico Stenopsis maculicaudus; localidad tipo «Pará, Brasil».

### Taxonomía
Es monotípica. Es considerada por algunos autores como suficientemente diferente como para merecer un género separado, en cuyo caso estaría disponible Antiurus. Poblaciones disjuntas podrían representar más que una especie.

Los nombres científicos Caprimulgus maculicaudus, utilizado por clasificaciones como  Zoonomen e ITIS e Hydropsalis maculicaudus o Hydropsalis maculicauda, adoptados por el Congreso Ornitológico Internacional (IOC) (Versión 4.4, 2014), Clements checklist 6.9, SACC y CBRO (Comité brasileño de registros ornitológicos) son considerados sinónimos.